# 上黑尔德龙根
上黑尔德龙根（德語：Oberheldrungen，發音：[ˈoːbɐˌhɛldʁʊŋən]）是德国图林根州基夫霍伊瑟县的市镇，与黑尔德龙根相邻，面积12.46平方千米，2023年12月31日人口为739人。